# Honza Křížek
Jan „Honza“ Křížek (* 3. února 1974 Rychnov nad Kněžnou) je český hudebník.

## Život a dílo
V roce 1992 založil skupinu Walk Choc Ice. V roce 2004 se stal členem kapely Blue Effect, s níž působil jako zpěvák a kytarista až do ukončení její činnosti v roce 2016. Také hrál ve skupině Kollerband a spolupracoval s mnoha dalšími hudebníky, mezi něž patří například Miroslav Žbirka, Anna K. a skupina Support Lesbiens. Dlouhodobě spolupracoval též s Ivanem Králem. Byl také moderátorem na stanici Rockzone 105.9, kde měl vlastní pořad nazvaný Objednej si svůj song. Je autorem hudby k představení Pohádky ze staré knihy divadla Matěje a Mirky Kopeckých, složil a nahrál hudbu pro celovečerní dokumentární filmy režiséra Adolfa Ziky Zlatý muž z Ria o Lukáši Krpálkovi, Robert Vano – Příběh člověka o Robertu Vanovi a Mr. Kriss o Kristiánu Mensovi.
V roce 2017 mu vyšla u společnosti Supraphon jeho první sólová deska nazvaná jednoduše Honza Křížek. Z ní postupně představil videoklipy k písním „Padám vzhůru“, „Tsunami“ a „Runway“. V březnu 2018 získal ocenění Objev roku v anketě ŽEBŘÍK MUSIC AWARDS. Své první sólové album pokřtil spolu s hosty Davidem Kollerem, Lenkou Dusilovou a Michalem Pavlíčkem za asistence Pavla Anděla 12. března 2018 v pražském klubu Palác Akropolis. Od listopadu 2018 moderuje vlastní hudební pořad Garráž Honzy Křížka vydávaný na YouTube. Je spoluautorem hudby k představení Hit: Tell the Difference (2017) souboru Cirk La Putyka. V roce 2020 vydal singly „Vizionář“, „Křídla tažných ptáků“ (feat. Bára Basiková), „Denver“ a „Devadesátky“. V tomto roce také převzal ocenění v kategorii zpěvák roku v anketě Žebřík za rok 2019.
V září 2021 vyšel singl „Revoluce“, který předznamenal stejnojmenné album, jež bylo vydáno tentýž měsíc. Na jaře 2022 zveřejnil Křížek singl „Domů“. V dubnu 2024 vydal album III a zároveň videoklip k jedné z nových písní, „Světlem do tmy“. Dalšími singly z tohoto alba byly skladby „Tekutý písky“ a „Ve tmě“.
V únoru 2025 vyšlo EP Tady a teď, které obsahuje písně, jež byly využity v dokumentárním filmu Rychlejší než vítěz o ultramaratonském cyklistovi Danu Polmanovi.
Jeho ženou je moderátorka České televize Petra Křížková, se kterou má syny Matyáše a Antonína.

## Sólová diskografie
- Honza Křížek (2017)
- Revoluce (2021)
- III (2024)
- Tady a teď (2025, EP)